# Ruta Estatal de Nevada 225
La Ruta Estatal de Nevada 225, y abreviada SR 225 (en inglés: Nevada State Route 225) es una carretera estatal estadounidense ubicada en el estado de Nevada. La carretera inicia en el Sur desde la SR 535     en Elko hacia el Norte en la SH 51  en la frontera con Idaho. La carretera tiene una longitud de 161,4 km (100.301 mi).

## Mantenimiento
Al igual que las autopistas interestatales, y las rutas federales y el resto de carreteras estatales, la Ruta Estatal de Nevada 225 es administrada y mantenida por el Departamento de Transporte de Nevada por sus siglas en inglés Nevada DOT.